# Tahirides
Ne doit pas être confondu avec Tahirides du Yémen.
820–872
Entités précédentes :
- Califat abbasside

Entités suivantes :
- Alavides
- Saffarides

Les Tahirides sont une dynastie ayant gouverné Ispahan, le Fars, le Kerman et le Khorassan de 820 à 873, ainsi que le Sistan jusqu'en 872.

## Histoire
Au IXe siècle, le conflit opposant le calife Al-Amîn à son frère Al-Ma'mûn provoque l'affaiblissement de l'empire abbasside, dans lequel se trouvent opposés les Arabes et les Iraniens (Ces derniers aspirent à retrouver une autonomie politique).
Tâhir ben Husayn a été le bras armé du calife Al-Ma'mûn pendant sa prise du pouvoir contre son frère Al-Amîn. Les armées de Al-Amîn venues d'Irak et de Syrie et celles de Al-Ma'mûn venue du Khorasan et conduites par Tâhir, s'affrontèrent une première fois près de Ray. La bataille commença par un combat singulier entre les deux généraux, mais l'armée du Khorasan fit une charge qui mit en déroute l'armée de Bagdad. Al-Ma'mûn fut alors acclamé comme calife dans le Khorasan et le Tabaristan. Al-Amîn se replia sur Bagdad où il dut faire face à des mutineries dans l'armée.
En 813, une nouvelle série de défaites (à Bassora et aux portes de Bagdad) des armées de Bagdad, de nouvelles mutineries dans la troupe, et une révolte de la population de Bagdad ont obligé Al-Amîn à se replier dans les palais. Le 1er septembre 813, le palais fut pris d'assaut par les troupes de Al-Ma'mûn. Tâhir outrepassant les ordres du calife qui lui avait demandé de faire prisonnier Al-Amîn, le fit décapiter. Tâhir mit la tête d'Al-Amîn dans un bassin et dit à ses visiteurs voilà Al-Makhlû`, (le déchu). La tête d'Al-Amîn, le sceptre et le manteau de Mahomet ainsi que l'anneau du califat furent envoyés à Al-Ma'mûn. Deux des fils de Al-Ma'mûn et leur mère qui étaient détenus par Al-Amîn sont partis rejoindre leur père. Les fils de Al-Amîn ont été faits captifs et envoyés à Al-Ma'mûn.
Tâhir a aussi participé à la reconquête de l'Irak après la période de dissidence conduite par Ibrâhîm fils du calife Al-Mahdî. Les généraux de Bagdad apprenant l'arrivée d'Al-Ma'mûn, trahirent Ibrâhîm et se ralliaient à lui. Ibrâhîm s'est enfui, La ville de Bagdad reçut Al-Ma'mûn et Tâhir le 12 août 819 portant à nouveau le costume noir des abbassides. 
En 821, en remerciement de ses services Al-Ma'mûn a nommé Tâhir gouverneur du Khorasan. Cependant Al-Ma'mûn se méfiait de Tâhir surtout après avoir appris de Zubayda le récit de l'assassinat de Al-Amîn par Tahîr. En 822 Tâhir a omis de citer le calife dans la prière du vendredi, déclarant ainsi son indépendance. Al-Ma'mûn avait introduit un esclave avec pour mission d'empoisonner Tâhir s'il venait à déclarer son indépendance. Le soir même l'esclave accomplit sa mission et Tâhir est mort.
Ma'mûn laissa Talha, le fils de Tâhir lui succéder. Cette décision allait sanctionner le démembrement de l'empire. Les Tâhirides, successeurs de Tâhir, peuvent être considérés comme les premiers instaurateurs d'un État indépendant en Iran après la conquête arabe en 651.
Tâhir et ses descendants règnent sur une grande partie de l'Iran et gardent leur indépendance vis-à-vis des califes de Bagdad même s'ils ne renient pas officiellement l'allégeance à ces derniers. Tâhir est le premier à négliger le nom du calife dans la prière de vendredi à Nishapour en 822. Les califes, n'ayant pas le pouvoir nécessaire pour gouverner directement la région, sont obligés de confirmer les descendants de Tâhir à leurs postes sans pouvoir s'ingérer dans leurs affaires.
Les Tahirides font de grandes réformes administratives et encouragent les agriculteurs. Ils s'efforcent de régner dans le calme et de gagner la confiance du peuple. C'est aussi à cette époque que le persan est reconsidéré comme la langue officielle de la cour.
Les Tahirides, pour renforcer leur pouvoir et peut-être pour respecter leur allégeance aux califes de Bagdad, font réduire au silence quelques mouvements indépendantistes comme Babak Khorramdin ou Maziar (en), ce qui nuit à leur sympathie dans une partie de la population et prépare le terrain pour l'avènement des Saffârides.
En 864, Al-Hasan ben Zayd, descendant de Hasan prend le Tabaristan. Il profite de la révolte de la population contre les abus de la dynastie Tâhiride dans la région pour y installer une dynastie Zaydite : la dynastie Alavide. L'émir Tâhiride, malgré l'aide des Samanides, est incapable de reprendre le terrain perdu car il doit aussi lutter contre les Saffârides. En août 873, Ya'qub s'empare de Nichapur, la capitale des Tahirides et le renverse.

## Liste des souverains tahirides
```
└1┬
Tâhir I
er
 (820-822)
  ├2─
Talha ben Tâhir
 (822-828)
  └3┬
`Abd Allah ben Tâhir
 (828-844)
    └4┬
Tâhir II
 (844-862)
      └5─
Muhammad
 (862-872)
```